# Cuza Vodă, Constanța
Cuza Vodă là một xã ở hạt Constanţa, România.
Xã này có một làng: Cuza Vodă (tên lịch sử: Docuzol, tiếng Thổ Nhĩ Kỳ: Dokuz Oğul) - được đặt tên theo Alexander John Cuza.